# Charlie Da'Vall Grice
Pour les articles homonymes, voir Grice (homonymie).
Charlie Da’Vall Grice (né le 7 novembre 1993 à Brighton) est un athlète britannique, spécialiste du 1 500 mètres.

## Palmarès
| Date | Compétition                       | Lieu             | Résultat | Épreuve | Temps         |
| ---- | --------------------------------- | ---------------- | -------- | ------- | ------------- |
| 2010 | Jeux olympiques de la jeunesse    | Singapour        | 3e       | 1 000 m | 2 min 21 s 85 |
| 2013 | Championnats d'Europe par équipes | Gateshead        | 2e       | 1 500 m | 3 min 39 s 76 |
| 2013 | Championnats d'Europe espoirs     | Tampere          | 2e       | 1 500 m | 3 min 44 s 41 |
| 2014 | Championnats d'Europe             | Zurich           | 9e       | 1 500 m | 3 min 36 s 21 |
| 2015 | Championnats d'Europe en salle    | Prague           | 5e       | 1 500 m | 3 min 39 s 43 |
| 2016 | Jeux olympiques                   | Rio de Janeiro   | 12e      | 1 500 m | 3 min 51 s 73 |
| 2018 | Jeux du Commonwealth              | Gold Coast       | 4e       | 1 500 m | 3 min 37 s 43 |
| 2018 | Championnats d'Europe             | Berlin           | 5e       | 1 500 m | 3 min 38 s 65 |
| 2018 | Ligue de diamant                  | Ligue de diamant | 11e      | 1 500 m | 3 min 40 s 06 |
| 2019 | Championnats d'Europe par équipes | Bydgoszcz        | 2e       | 1 500 m | 3 min 48 s 35 |

## Records
| Épreuve | Performance   | Lieu    | Date            |
| ------- | ------------- | ------- | --------------- |
| 800 m   | 1 min 45 s 53 | Londres | 22 juillet 2016 |
| 1 500 m | 3 min 30 s 62 | Monaco  | 12 juillet 2019 |